# Alepia vaga
Alepia vaga är en tvåvingeart som beskrevs av Rüdiger Wagner och Bo W. Svensson 2006. Alepia vaga ingår i släktet Alepia och familjen fjärilsmyggor. Inga underarter finns listade i Catalogue of Life.